# 彼德·基查
彼德·基查（丹麥語：Peter Kjær，1965年11月5日—），是一名前丹麥足球守門員。現為丹超球會施克堡的體育總監。

## 榮譽
個人獎項
- 1999年 丹麥最佳門將 [2]